# 趙媛姜
趙媛姜(ちょう えんきょう)は後漢末の益州犍為郡資中県出身の女性。媛姜はあざな。献帝期の建安5~6年(200~201年)没。県有数の豪族に生まれ、同郡の盛道に嫁ぐ。『後漢書』『華陽国志』に記述がある。書籍によっては「盛道の妻｣とも紹介される。

## 概略
建安5年(200年)、益州牧劉璋の失政に乗じて中郎将趙イが三蜀(蜀郡・広漢郡・犍為郡)の豪族を誘い反逆する。盛道は反乱に呼応して地元で兵衆をあつめるが鎮圧され、妻子ともども虜囚の身となる。
処刑の前夜、媛姜は自身をおとりにして夫の脱獄をうながした。盛道は君を置き去りにはできないと決断を渋った。ふたりのそばには5歳になる子の盛翔もいた。家門の存続を願う愛妻の説得に盛道はついに従う。媛姜が監視の目をやりすごし夫と子の脱走・逃亡の時間を稼いだ。
「勉夫済子授命囹圄｣　(夫をはげまし子に託し、処刑寸前の命をすくう)。『華陽国志』にある趙媛姜への賛辞である。翌朝、媛姜は処刑された。

## その後
内乱は翌年に終結する。刑死をまぬがれ身を潜めていた盛道は、やがて恩赦をえて家にもどることができた。妻の恩義を感じていた盛道は、自身が死ぬまで再婚することはなく節義をつらぬいたという。
史書の『三国志』には盛道・盛翔父子の記事は見あたらない。彼らのほかに盛の姓をもつ人物の記述は巴蜀地方には少ないが、蜀漢の臣に盛勃という武将がいる。盛勃は諸葛亮が丞相に復位したころ(建興7年・229年)に綏戎都尉に起用されている。